# Asjot Chatsjatoerjan
Asjot Chatsjatoerjan (Armeens: Ասջոտ Չացուրջան) (geboren in 1984 in Jerevan) is een Armeens pianist.

## Levensloop
Chatsjatoerjan begon reeds op vijfjarige leeftijd met pianospelen aan de Charles Aznavour muziekschool bij Valentina Melikyan en Elena Galustova. Daarna vervolgde hij zijn studie in Bazel bij Gerard Wyss, in Fiesole bij Elisso Wirssaladze en uiteindelijk bij Maria João Pires in de Muziekkapel Koningin Elisabeth te Brussel waarmee hij nadien samenwerkte aan het Partitura project.
Asjot Chatsjatoerjan is met name geprezen om zijn interpretaties van Rachmaninovs 1ste en 2de Pianoconcerti. 
Op uitnodiging van BBC Radio kwam de pianist naar het St Luke Education Centre te Londen en werkte samen met beroemde orkesten zoals het London Chamber Orchestra, de Royal Philharmonic, Norway Radio Orchestra, Basel Symphony Orchestra, Orchestre Royal de Chambre de Wallonie en Le Concert Olympique. Hij werkte ook samen met dirigenten als Jan Caeyers, Rodolfo Fisher, Augustin Dumay, Daniele Gatti, Thomas Søndergård en Christopher Warren-Green. 
Chatsjatoerjan trad op in belangrijke zalen als de Salle Pleyel, Salle Cortot, Salle Molière, het Louvre, Salle Gaveau, het Berliner Konzerthaus, het Concertgebouw Amsterdam, cultuurhuis Flagey in Brussel, Cadogan Hall, het Palais des Bozar, Palau de Valencia, Mozarteum te Salzburg.
Als kamermusicus werkte Asjot Chatsjatoerjan nauw samen met onder meer Mischa Maisky, Maksim Vengerov, Ivan Monighetti, Liana Issakadze, Zachar Bron, Augustin Dumay, Gary Hoffman en Gerard Caussé. 
Sinds 2012 verdeelt Asjot Chatsjatoerjan zijn tijd tussen het spelen van concerten en het maken van opnames. In 2013 kwam zijn eerste cd uit. Regelmatig treedt hij als duo op met Maria João Pires en Augustin Dumay.

## Prijzen
- 2006: eerste prijswinnaar op het Rachmaninov Pianoconcours
- 2007: eerste prijswinnaar op het Martha Argerich Concours
- 2011: prijs in het Top of the World Pianoconcours
- 2013: prijs in het Concours van Epinal